# Koutouzov (film)
Pour les articles homonymes, voir Koutouzov (homonymie).
Pour plus de détails, voir Fiche technique et Distribution.
Koutouzov est un film soviétique réalisé par Vladimir Petrov, sorti en 1944.

## Synopsis
Le film est une évocation en plusieurs parties de la Campagne de Russie de 1812.

## Fiche technique
- Titre : Koutouzov
- Réalisation : Vladimir Petrov
- Scénario : Vladimir Solovyov
- Photographie : Mikhail Gindin
- Musique : Iouri Chaporine
- Pays d'origine : URSS
- Format : Noir et blanc - 1,37:1 - Mono
- Genre : Film dramatique, Film historique
- Durée : 95 minutes (1 h 35)
- Dates de sortie :
  -  Union soviétique : 13 mars 1944
  -  États-Unis : 10 septembre 1944
  -  Suède : 24 mars 1945
  -  Allemagne de l'Est : 2 février 1951

## Distribution
- Aleksei Dikij : Mikhaïl Koutouzov
- Semion Mejinski : Napoleon Bonaparte
- Evgueni Kaloujski : Louis-Alexandre Berthier
- Sergo Zakariadze : Piotr Ivanovitch Bagration
- Nikolaï Okhlopkov : Michel Barclay de Tolly
- Sergueï Blinnikov : Matveï Platov
- Vladimir Gotovtsev : Levin August von Bennigsen
- Arkadi Poliakov : Louis Nicolas Davout
- Nikolaï Brilling : Joachim Murat
- Nikolaï Timchenko : Alexandre Ier de Russie
- Boris Tchirkov : Denis Davydov
- Constantin Chilovtsev : Piotr Petrovitch Konovnitsyne
- Mikhaïl Pougovkine : Fedya
- Nikolaï Ryjov : Volkonski
- Vladimir Popov